# Miss A
Miss A (hangul: 미쓰에이) är en sydkoreansk tjejgrupp bildad 2010 av JYP Entertainment.
Gruppen bestod av de fyra medlemmarna Fei, Jia, Min och Suzy. Jia lämnade gruppen i maj 2016 och Min i november 2017. Gruppen splittrades den 27 december 2017.

## Karriär

### Innan debuten
Medlemmarna Fei och Jia valdes ut redan år 2007 av talangscouter. År 2009 bestod gruppen av fem medlemmar och gjorde framträdanden i Kina under namnet JYP Sisters. Flera ändringar gjordes under tiden och lämnade gjorde medlemmen Lim, idag medlem i Wonder Girls. De två andra medlemmarna lämnade också och JYP Entertainment bestämde att ta med Suzy i gruppen. Trion spelade in sin första låt "Love Again" för en reklamkampanj av Samsung i Kina. Den tillhörande musikvideon hade år 2013 visats fler än fem miljoner gånger på YouTube. I videon syntes också Min som senare kom att gå med i gruppen inför dess debut.

### 2010
Miss A gjorde sin debut i Sydkorea den 30 juni 2010 med "Bad Girl Good Girl" som kom med singelalbumet Bad but Good, innehållande fyra låtar. I början av juli gjorde man sina första liveframträdanden med låten på TV-program som Inkigayo, M! Countdown och Music Bank. Låten blev en hit och toppade Gaon Chart, Sydkoreas nationella singellista. Med fler än 3,1 miljoner nedladdningar var låten den tredje mest digitalt köpta singeln i landet år 2010 och var även den mest streamade. Dessutom toppade den Gaon Charts årslista. År 2013 hade den tillhörande musikvideon till låten fler än sexton miljoner visningar på YouTube. Den enorma succén med "Bad Girl Good Girl" ledde till massvis med musikprisnomineringar, främst för årets bästa debutgrupp och årets bästa sång.
Den 26 september 2010 släpptes gruppens andra singelalbum Step Up med fyra låtar, varav en var deras nya singel "Breathe". Även denna blev mycket framgångsrik och debuterade på andra plats på Gaon Chart den 2 oktober, en placering som den höll kvar veckan därpå den 9 oktober. Totalt sålde singeln fler än två miljoner digitala kopior innan året var slut. Den tillhörande musikvideon hade år 2013 visats fler än sjutton miljoner gånger på YouTube.

### 2011
Under början av 2011 höll medlemmarna på med solo-aktiviteter som att framträda i musikvideor, TV-program och film. Det var i maj som man släppte sin tredje singel "Love Alone" inför sitt kommande debutalbum. Låten som framförs helt på engelska nådde sjätte plats på Gaon Chart. 
Den 18 juli släpptes deras första studioalbum A Class som innehöll tidigare singlar och låtar från gruppens två första singelalbum, samt fyra helt nya låtar, däribland den nya singeln "Good Bye Baby". I slutet av juli började gruppen framträda med sin nya singel på TV och hade en vecka senare vunnit med låten i M! Countdown, Music Bank, Show! Music Core och Inkigayo. Den blev deras första singeletta på Gaon Chart sedan deras debut med "Bad Girl Good Girl" och blev årets tredje mest digitalt nedladdade singel med 3,4 miljoner kopior sålda. På Gaon Charts årslista placerades låten på plats 11. Den tillhörande musikvideon hade fler än arton miljoner visningar på YouTube år 2013, flest av alla deras musikvideor uppladdade på webbplatsen. Den 30 september släppte gruppen en kinesisk version av sitt debutalbum innehållande kinesiska versioner av sina fyra första singlar.

### 2012–2017
Gruppen återvände år 2012 med sin första EP-skiva med titeln Touch som släpptes den 20 februari, innehållande fem nya låtar. Inför premiären av deras nya singel med samma titel som skivan, "Touch", släpptes en videoteaser varje dag mellan den 13 februari och 16 februari innehållande en av gruppens medlemmar per dag. Den 19 februari laddades låtens musikvideo upp på YouTube och fick över en miljon visningar under det första dygnet. År 2013 hade videon fått fler än åtta miljoner visningar. Man gjorde sitt första liveframträdande med "Touch" den 23 februari på M! Countdown. Detta följdes upp med segrar i programmen Show Champion, Inkigayo och Music On Top under slutet av februari och början av mars. Den nådde andra plats på Gaon Chart. Gruppen marknadsförde även singeln och EP-skivan i Kina.
Den 8 oktober meddelade gruppen sin comeback och den 15 oktober släpptes deras andra EP-skiva Independent Women Part III med fem nya låtar. Den nya singeln hade titeln "I Don't Need a Man" och den 14 oktober laddades musikvideon upp. År 2013 hade den fler än elva miljoner visningar på Youtube. Singeln nådde tredje plats på Gaon Chart. Under 2013 har medlemmarna fokuserat på solo-aktiviteter, främst genom medverkande i olika TV-program.
I maj 2016 lämnade Jia gruppen efter att hennes kontrakt med JYP Entertainment gick ut. Min lämnade av samma anledning i november 2017.
Den 27 december 2017 bekräftade JYP att gruppen hade splittrats.

## Medlemmar
| Artistnamn   | Artistnamn | Födelsenamn   | Födelsenamn | Födelsedatum    |           |
| Romanisering | Hangul     | Romanisering  | Hangul      | Födelsedatum    |           |
| Nuvarande    | Nuvarande  | Nuvarande     | Nuvarande   | Nuvarande       | Nuvarande |
| ------------ | ---------- | ------------- | ----------- | --------------- | --------- |
| Fei          | 페이       | Wang Feifei   | 왕페이페이  | 27 april 1987   |           |
| Jia          | 지아       | Meng Jia      | 맹지아      | 3 februari 1989 |           |
| Min          | 민         | Lee Min-young | 이민영      | 21 juni 1991    |           |
| Suzy         | 수지       | Bae Su-ji     | 배수지      | 10 oktober 1994 |           |

## Diskografi

### Album
| Albuminformation                                                | Topplacering          |
| Albuminformation                                                | Sydkorea (Gaon Chart) |
| --------------------------------------------------------------- | --------------------- |
| Bad But Good (Singelalbum) - Släppt: 1 juli 2010                | 6                     |
| Step Up (Singelalbum) - Släppt: 27 september 2010               | 6                     |
| A Class (Studioalbum) - Släppt: 18 juli 2011                    | 9                     |
| Touch (EP-skiva) - Släppt: 20 februari 2012                     | 2                     |
| Independent Women Part III (EP-skiva) - Släppt: 15 oktober 2012 | 4                     |
| Hush (Studioalbum) - Släppt: 6 november 2013                    | 2                     |
| Colors (EP-skiva) - Släppt: 30 mars 2015                        | 3                     |

### Singlar
| År   | Titel                | Topplacering          |
| År   | Titel                | Sydkorea (Gaon Chart) |
| ---- | -------------------- | --------------------- |
| 2010 | "Bad Girl Good Girl" | 1                     |
| 2010 | "Breathe"            | 2                     |
| 2011 | "Love Alone"         | 6                     |
| 2011 | "Goodbye Baby"       | 1                     |
| 2012 | "Touch"              | 2                     |
| 2012 | "I Don't Need a Man" | 3                     |
| 2013 | "Hush"               | 5                     |
| 2015 | "Only You"           | 1                     |